# 太田山公園

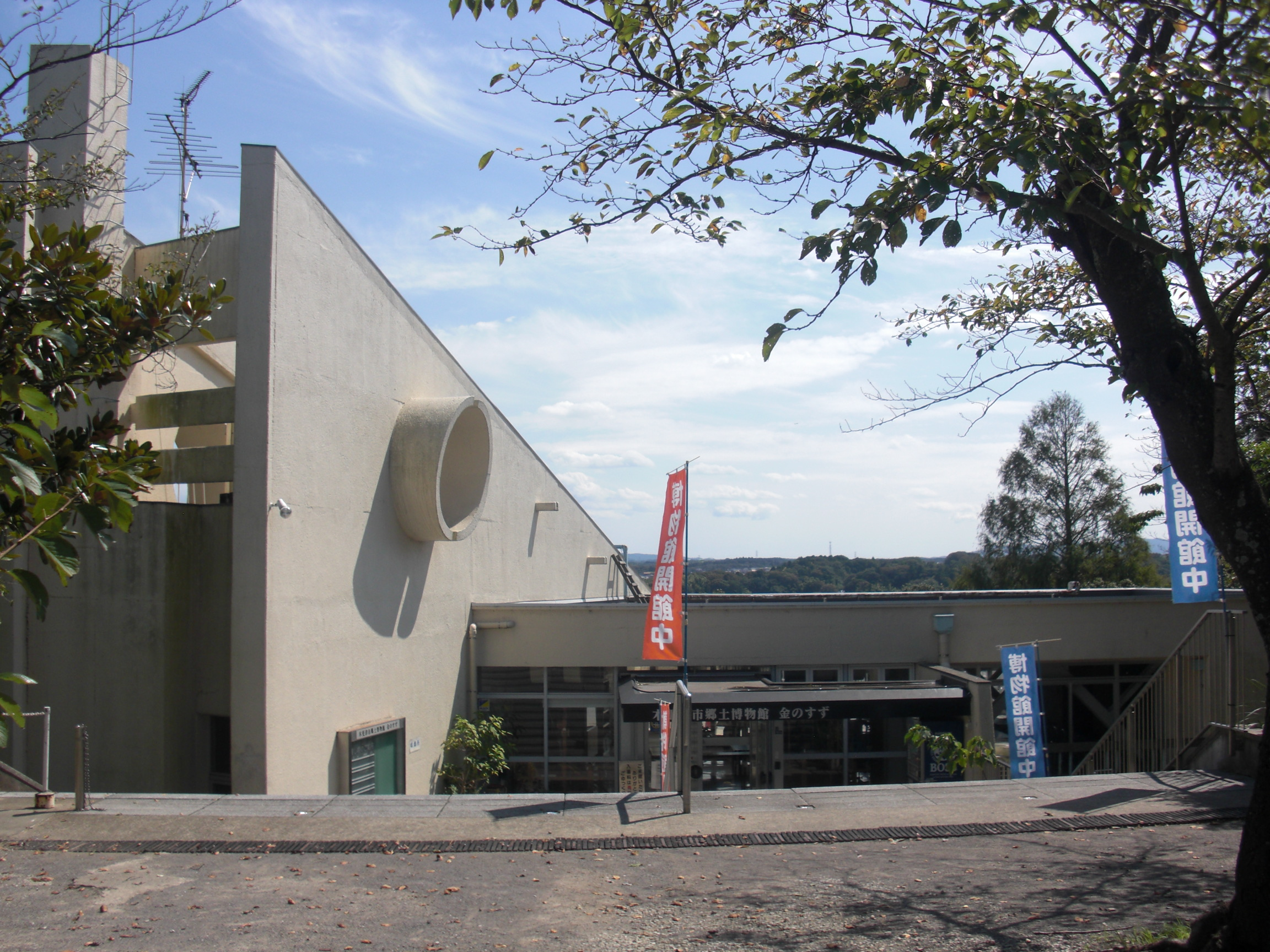
金のすず

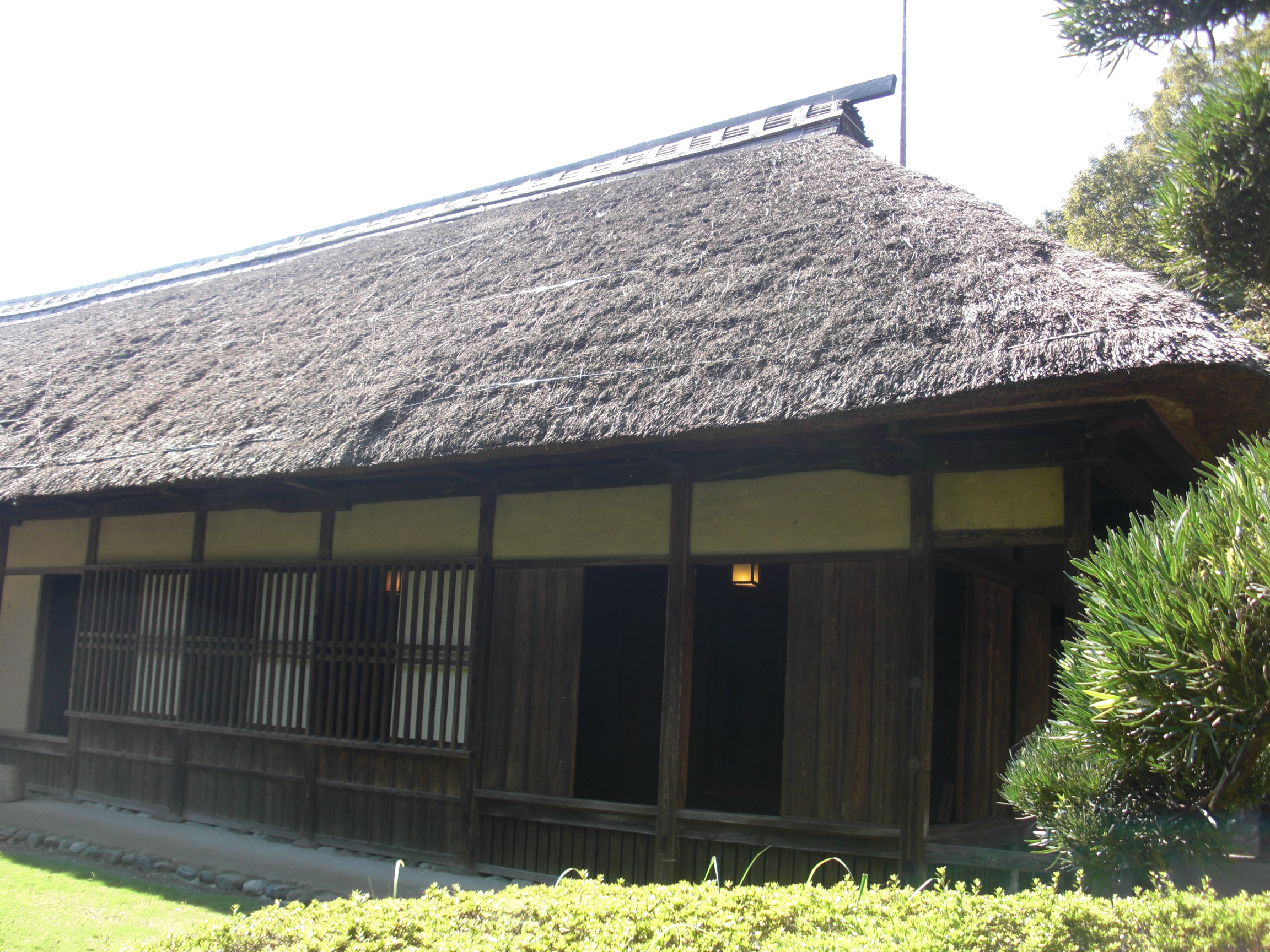
旧安西家住宅

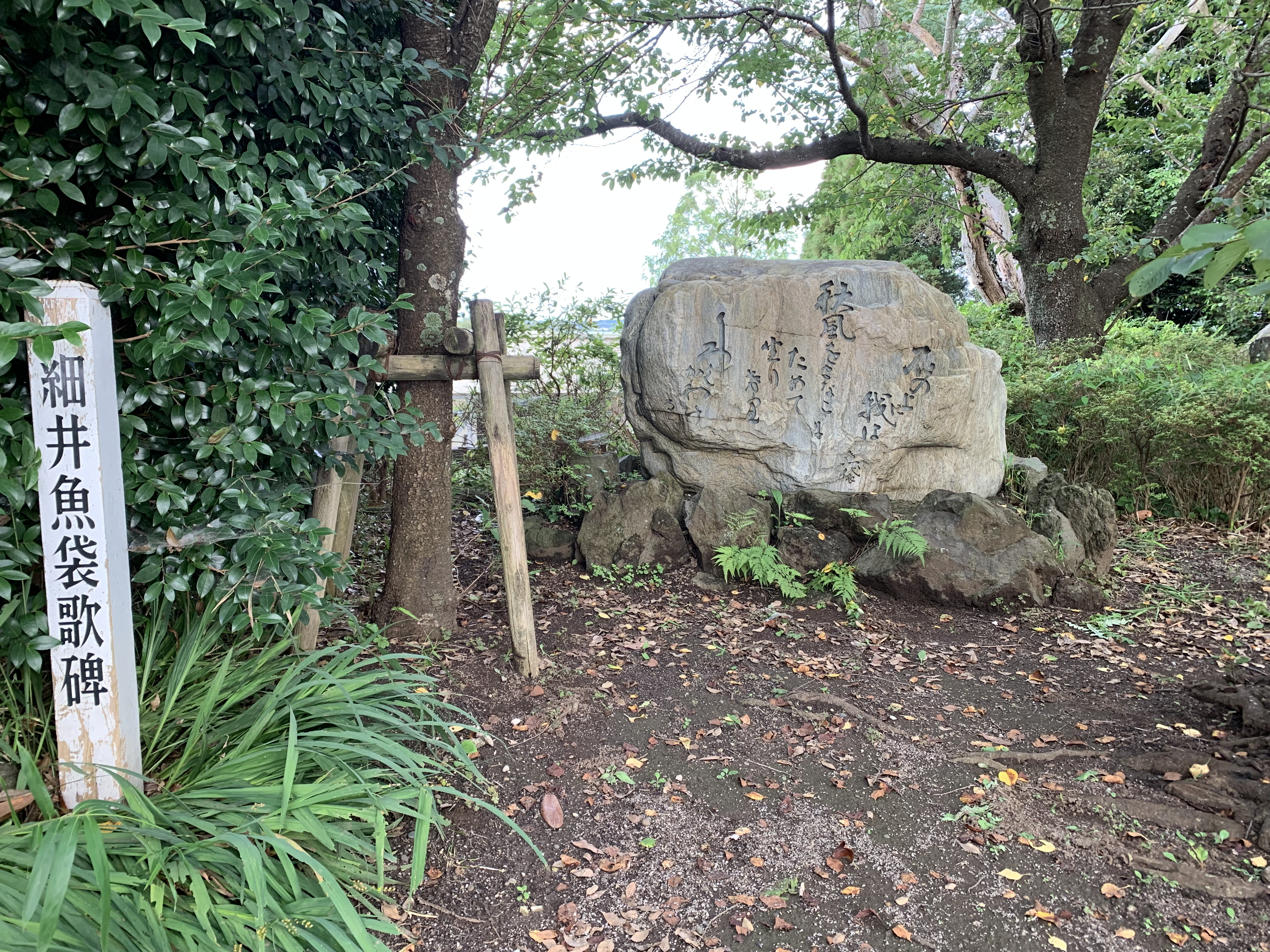
細井魚袋歌碑

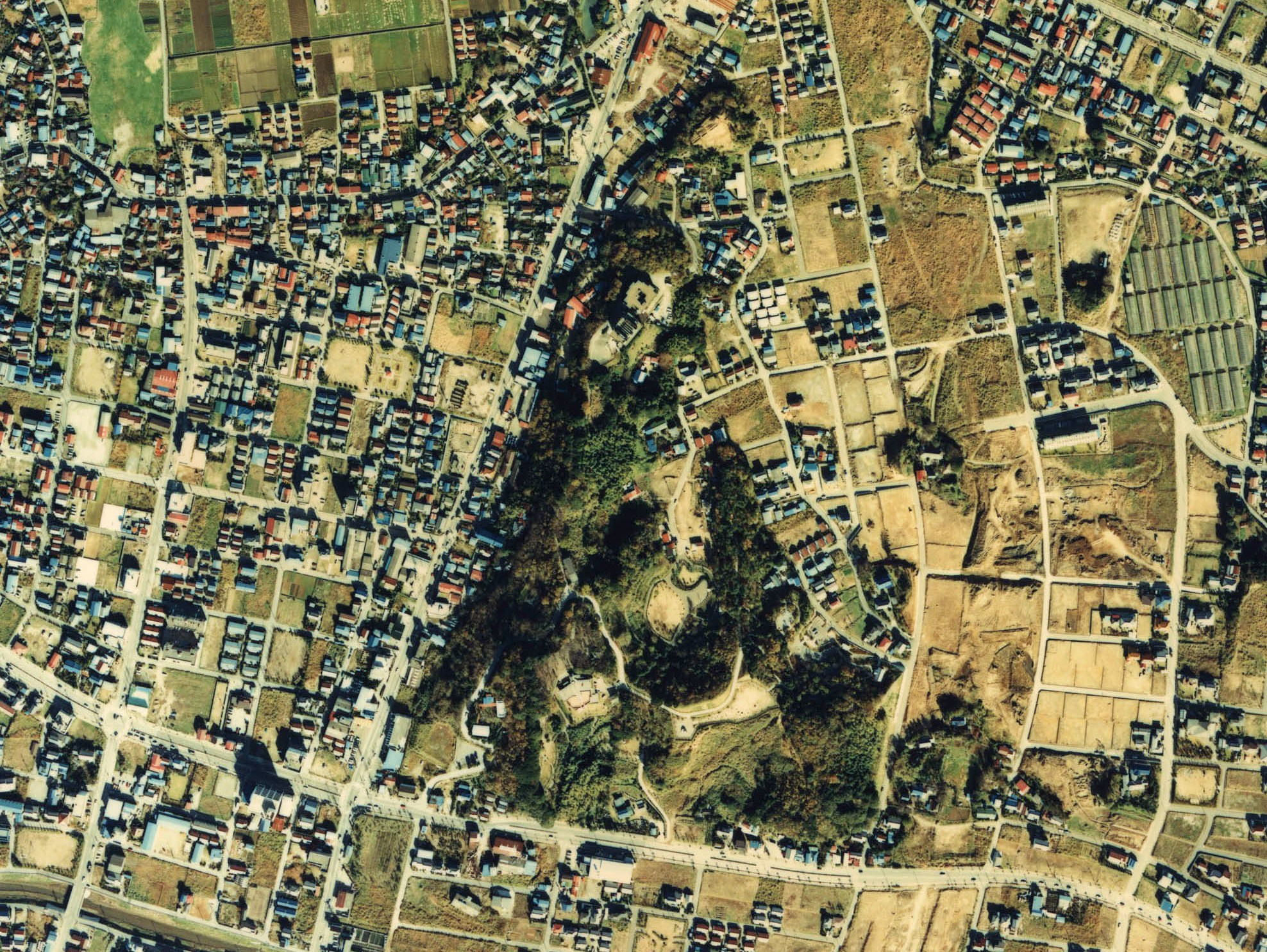
太田山公園付近の空中写真。
画像中央の山が太田山公園である。なお、太田山の東側（右側）に、撮影当時用地買収中の国道16号（長浦木更津バイパス）用地が、南北に貫いているのが確認できる。
（1979年撮影）

太田山公園（おおだやまこうえん）は、千葉県木更津市にある公園。日本武尊（やまとたけるのみこと）と弟橘媛（おとたちばなひめ）の悲恋伝説にちなみ、恋の森とも呼ばれる。園内にはサクラの木があり、桜の名所とされる。
木更津駅東口から正面に見える緑の山が太田山で、市民の憩いの場となっている。

## 概要
太田山は標高44mで、山頂には剣の形をしたきみさらずタワーが立つ。また、山頂には古墳があったという伝承があるが、現存しない。公園面積は9.7万m2。
園内には、かずさエフエム（BREEZE RADIO）の送信所が設置されていたが2015年に移転した。

### 園内施設
- きみさらずタワー
- 木更津市郷土博物館 金のすず - 2008年（平成20年）10月に千葉県から木更津市に譲渡された博物館で旧称は千葉県立上総博物館[1]。「くらしの中の技術」をテーマとしており、上総掘りなどの展示のほか、金鈴塚古墳からの出土品（重要文化財）の保管と公開を行う[1]。
- 旧安西家住宅 - 江戸時代中期の建築とされる農家・安西家の住宅を移築したもの[1]。寄棟・平入の茅葺き住宅で、1981年（昭和56年）4月に木更津市指定文化財となった[7]。
- 橘神社 - 弟橘媛を祀って建てられたとされ、縁結びに利益があるという[8]。金鈴まつりの際はここで「修祓式」を行って祭りが始まる[9]。
- フィールドアスレチック[10]
- 遊歩道[10]

### モニュメント
- 忠霊塔 - 1954年（昭和29年）11月15日建立[11]。
- 細井魚袋歌碑 - 1957年（昭和32年）11月2日建立[12]。魚袋は君津郡巌根村（現・木更津市）出身の歌人。
- 小山義雄歌碑 - 1990年（平成2年）5月26日建立。小山義雄は木更津市教育長などを歴任し、1992年に木更津市名誉市民となった人物。[13]

### かつて存在した施設
- 千葉県立上総博物館 - 上総の歴史・文化に関する博物館であった[2]。千葉県初の県立博物館として1971年（昭和46年）1月15日に開館した[14]が、2008年（平成20年）3月31日に閉館[15]、木更津市へ移管した[1]。
- 金鈴塚遺物保存館 - 1950年（昭和25年）に行った金鈴塚の発掘調査で多数の出土品があったことから、それらの保存・整理のため1956年（昭和31年）7月31日に建設された[16]。展示物は金のすずに移されている[1]。戦中はこの地に兵舎があったとされる[17]。2011年9月現在、建物は残っている。

## 歴史
神代には、東京湾に入水した弟橘媛を想いながら日本武尊が太田山から海を見つめ、長くこの地にとどまったとされる。このことから、後にこの地は「君不去」（きみさらず）と名付けられ、木更津に変化したという。
第二次世界大戦中には太田山に高砲射陣地が築かれ、陸軍によりトンネルや地下壕が掘られた。しかし、木更津市当局は戦中の太田山について十分に把握できておらず、詳細は不明である。
1953年（昭和28年）からは、太田山で金鈴まつりが始まった。1969年（昭和44年）には都市公園計画が決まり、1978年（昭和53年）に整備が完了した。1982年（昭和57年）、旧安西家住宅を園内に移築する。2004年（平成16年）4月24日放送の
テレビ東京のバラエティ番組・出没!アド街ック天国にて、きみさらずタワーと橘神社を中心に太田山公園が取り上げられた。

## 金鈴まつりと桜
金鈴まつりは、金鈴塚古墳の出土品並びに古墳の埋葬者を祀る祭りで、桜祭りを兼ねる。桜の木の下には舞台が設けられ、芸能ショーなどの市民の発表の場となっている。2011年（平成23年）には4月3日に開催予定であったが、東日本大震災の影響で中止となった。
園内はソメイヨシノ・オオシマザクラ・シダレザクラなど約400本の桜がある。桜の咲く春には、山全体が薄桃色に色づき、3月下旬から4月上旬にかけてライトアップが行われる。

## 放送送信施設
| 放送局名 ｢愛称｣                 | コールサイン | 周波数  | 空中線電力 | ERP | 放送対象地域 | 放送区域内世帯数 | 開局日                    |
| かずさエフエム 「BREEZE RADIO」 | JOZZ3AH-FM   | 83.4MHz | 20W        | 28W | -            | 約-世帯          | 2009年（平成21年）10月8日 |

## 交通
- JR内房線・久留里線木更津駅東口より
  - 徒歩約15分[22]。
  - 日東交通バス太田循環に乗車、恋の森下車、徒歩約5分[23]。
- 千葉県道23号木更津末吉線沿い。
  - 駐車場あり（68台、無料）[8]。